# Wootton (West Oxfordshire)
Wootton – wieś w Anglii, w hrabstwie Oxfordshire, w dystrykcie West Oxfordshire. Leży 16 km na północny zachód od Oksfordu i 95 km na północny zachód od Londynu. W 2001 miejscowość liczyła 543 mieszkańców.